# Hahnia ovata
Hahnia ovata là một loài nhện trong họ Hahniidae.
Loài này thuộc chi Hahnia. Hahnia ovata được miêu tả năm 1982 bởi Da-xiang Song & Zheng.